# Thanh Tịnh
Thanh Tịnh ( 12 tháng 12 năm 1911, 17 tháng 7 năm 1988, tên khai sinh là Trần Văn Ninh (6 tuổi được đổi thành Trần Thanh Tịnh), là một nhà thơ và nhà văn Việt Nam thời tiền chiến. Ông cũng có các bút danh khác như Thinh Không, Pathé (trước 1945), Thanh Thanh, Trinh Thuần (sau 1945).

## Thân thế và sự nghiệp
Ông sinh ngày 12 tháng 12 năm 1911 tại xóm Gia Lạc ven sông Hương, xã Dương Nỗ, huyện Phú Vang, ngoại ô thành phố Huế.
Thuở nhỏ, ông theo học chữ Hán. Đến năm 11 tuổi, ông theo học chữ Quốc ngữ tại trường tiểu học Đông Ba và trung học (trường Pellerin của giáo hội Thiên Chúa giáo) ở Huế.
Đỗ bằng Thành chung, năm 1933, ông đi làm ở các sở tư rồi sau đó làm nghề dạy học. Thời gian này, ông bắt đầu viết văn, làm thơ và cộng tác với các báo Phong hóa, Ngày nay, Hà Nội báo, Tiểu thuyết thứ Năm, Thanh Nghị, Tinh Hoa,... Sáng tác đầu tay của ông là truyện Cha làm trâu, con làm ngựa đăng trên Thần kinh tạp chí (1934).
Năm 1936, Thanh Tịnh cho xuất bản tập thơ Hận chiến trường.
Năm 1941, ông và hai bài thơ của ông (Mòn mỏi và Tơ trời với tơ lòng) được Hoài Thanh và Hoài Chân giới thiệu trong quyển Thi nhân Việt Nam (1942).
Sau Cách mạng tháng Tám (1945), Thanh Tịnh làm Tổng thư ký Hội Văn hóa cứu quốc Trung Bộ.
Năm 1948, ông nhập ngũ. Sau đó, ông tham gia phụ trách đoàn kịch Chiến Thắng của Bộ Tổng tư lệnh Quân đội nhân dân Việt Nam.
Năm 1954, ông tham gia phụ trách rồi làm Chủ nhiệm tạp chí Văn nghệ quân đội. Về sau, ông thôi làm lãnh đạo, chuyển sang sáng tác.
Năm 1957, ông tham gia thành lập Hội Nhà văn Việt Nam và trở thành Ủy viên Ban chấp hành Hội khóa I, II.
Ngoài ra, ông còn là Ủy viên Liên hiệp các Hội Văn học nghệ thuật Việt Nam, và mang cấp bậc Đại tá Quân đội nhân dân Việt Nam trước khi nghỉ hưu.
Thanh Tịnh mất ngày 17 tháng 7 năm 1988 tại Hà Nội. Hiện phần mộ ông đặt tại núi Thiên Thai phía tây thành phố Huế.

## Tác phẩm
Đây là danh sách một số tác phẩm của Thanh Tịnh đã xuất bản: 

### Trước 1945
- Hận chiến trường (tập thơ, 1937).[4]
- Quê mẹ (truyện ngắn, 1941).[1]
- Tôi đi học (truyện ngắn, 1941).[1]
- Chị và em (truyện ngắn, 1942).
- Con so về nhà mẹ (truyện ngắn, 1943). (Viết tặng hương hồn Thạch Lam. In trong tập Giai phẩm của Đời Nay năm 1943).
- Ngậm ngải tìm trầm (truyện ngắn, 1943).[4]

### Sau 1945
- Sức mồ hôi (ca dao,1954).
- Những giọt nước biển (tập truyện ngắn,1956).
- Đi từ giữa một mùa sen (truyện thơ, 1973).[4]
- Thơ ca (thơ, 1980).
- Thanh Tịnh đời và văn (1996).

## Giải thưởng
Những giải thưởng Thanh Tịnh đã được tặng:
- Giải thưởng Hội Văn nghệ Việt Nam (1951–1952) cho những bài độc tấu xuất sắc.
- Giải thưởng Nhà nước về văn học nghệ thuật (năm 2007).

Ngoài ra, ông còn là người chiếm giải nhất (bài Lời cuối cùng) đồng hạng với nhà thơ Phạm Đình Bách trong cuộc thi thơ tháng Hai do báo Hà Nội báo tổ chức năm 1936.

## Sách tham khảo
- Hoài Thanh–Hoài Chân. Thi nhân Việt Nam, Nhà xuất bản Văn Học in lại năm 1988.
- Trần Hữu Tá, mục từ Thanh Tịnh in trong Từ điển văn học (bộ mới). Nhà xuất bản Thế giới, 2004.
- Nguyễn Tấn Long–Nguyễn Hữu Trọng, Việt Nam thi nhân tiền chiến. Nhà xuất bản Sống Mới, Sài Gòn, 1968.